# 安東尼·阿米拉蒂
安東尼·阿米拉蒂（法語：Anthony Ammirati，2003年7月16日—）是一位法國撐桿跳高運動員。

## 田徑生涯
2021年6月，他以5.72公尺創下20歲以下全國撐杆跳高的新記錄。次月，他在塔林舉辦的歐洲U20錦標賽上以5.64公尺的成績取得金牌。
他在2022年世界U20田徑錦標賽上獲得金牌，並以5.75公尺刷新個人及世界U20紀錄。2024年夏季奥林匹克运动会田径比赛的男子撐桿跳高比賽上，因下體意外打落橫槓而無緣晉級決賽。

## 外部連結
- 安東尼·阿米拉蒂的Instagram帳戶